# Sander 't Sas
Sander ’t Sas (Amsterdam, 27 november 1975) is een Nederlandse onderzoeksjournalist, tv verslaggever en radiopresentator.
Na het vwo aan het Emmauscollege in Rotterdam behaalde hij in 1996 de propedeuse Maatschappijgeschiedenis aan de Universiteit van Rotterdam.  In 2003 studeerde hij af in de communicatiewetenschap aan de Universiteit van Amsterdam. 
In 1993 werd 't Sas radioverslaggever, eerst bij Stads Radio Rotterdam en later bij de regionale omroepen Omroep Flevoland en  RTV Noord-Holland. Ook schreef hij artikelen voor kranten en tijdschriften, onder meer voor Nieuwe Revu. In 2001 ging hij als verslaggever voor Radio 1 werken.  
In 2005 stopte 't Sas met het radiowerk en stapte over naar televisie. Als verslaggever maakte hij onderzoeksreportages en interviews voor TweeVandaag, het latere EenVandaag. Vanaf 2011 was hij politiek verslaggever in Den Haag. In 2014 startte hij voor NPO2 het onderzoeksjournalistieke programma Dossier EenVandaag dat door AVROTROS werd uitgezonden op NPO2.  't Sas maakte met onderzoeksjournalist Jan Born zes afleveringen van dit programma.  In 2015 produceerden en regisseerden zij samen de documentaire Terug naar Faro. In 2017 produceerde en regisseerde hij samen met EenVandaag-verslaggever Simone Timmer de televisieseries 'Uit Europa' en Ons belang voor NPO2. 
't Sas maakte in 2023 de tiendelige podcast serie 'De Taxioorlog', een uitstapje naar BNR Nieuwsradio, waarvoor hij werd genomineerd voor de Zilveren Reissmicrofoon en de Dutch Podcast Award. In 2024 volgde over dit onderwerp een boek 'De Taxioorlog: chaos, geweld en intimidatie bij de Taxi Centrale Amsterdam' bij Nieuw Amsterdam en een tv serie bij PowNed, gemaakt door producent Signal Stream en geregisseerd door Joey Boink, waarin 't Sas de verteller is.

## Erkenning
Samen met collega Jan Born won hij de Nederlandse journalistieke prijs De Tegel voor 'Beste Nieuwsbericht 2011'. De EenVandaag-reportage Voicemail Politici Gekraakt toonde aan dat de voicemails van de overheid moeiteloos afgeluisterd konden worden door de gebrekkige beveiliging van het Vodafone voicemailsysteem. In 2023 won 't Sas de Dutch Podcast Award in de categorie 'nieuwkomer' voor De Taxioorlog.

## Prijzen
- De Tegel (2011)
- Dutch Podcast Award (2023)

## Publicaties
Sander 't Sas, De Taxioorlog: Intimidatie, corruptie en geweld bij de Taxi Centrale Amsterdam, Nieuw Amsterdam 2024, ISBN 9789046832493